# Ettendorf
Ettendorf település Franciaországban, Bas-Rhin megyében. Lakosainak száma 742 fő (2022. január 1.). Ettendorf Alteckendorf, Buswiller, Grassendorf, Lixhausen, Val-de-Moder, Ringendorf és Schalkendorf községekkel határos.

## Népesség
A település népességének változása:
| Lakosok száma | 792  | 778  | 781  | 771  | 768  | 762  | 759  | 751  | 742  |
|               | 2013 | 2015 | 2016 | 2017 | 2018 | 2019 | 2020 | 2021 | 2022 |